# Loin d'ici (film, 1998)
 (janvier 2020).
Pour les articles homonymes, voir Loin d'ici.
Pour plus de détails, voir Fiche technique et Distribution.
Loin d'ici (Down in the Delta) est un film dramatique américain de 1998, réalisé par Maya Angelou.    
Le film met en vedette Alfre Woodard, Al Freeman Jr., Esther Rolle (dans sa dernière apparition avant sa mort), Loretta Devine et Wesley Snipes. 

## Synopsis
Rosa Lynn Sinclair, une femme âgée qui vit dans un logement social à Chicago avec sa fille Loretta (Woodard) et ses deux petits-enfants, Tracy, 7 ans (qui est autiste) et Thomas, 13 ans. Déçue par les choix de vie de Loretta et craignant les circonstances difficiles entourant son petit-fils Thomas, Rosa Lynn décide d'envoyer sa fille et ses petits-enfants rendre visite à son beau-frère au Mississippi pour l'été. 
Loretta est toxicomane et ne veut pas y aller, d'autant plus que son oncle Earl vit dans la partie sèche et rurale du Mississippi. L'oncle Earl a déjà les mains pleines avec son entreprise et sa femme, Annie, qui souffre de la maladie d'Alzheimer. Pendant leur séjour, Earl reçoit l'aide de Loretta dans son restaurant et la famille commence à trouver de la force dans leurs racines et à commencer à reconstruire leur vie.
Un objet récurrent important tout au long du film est un candélabre en argent, un héritage familial. Le candélabre, que tout le monde appelle « Nathan », a une grande signification pour la famille. Il est finalement révélé que l'arrière-arrière-grand-père de Loretta, père de Jesse,  était un esclave nommé Nathan, et qu'il a été échangé contre le candélabre. Son fils Jesse a volé le candélabre qui a été transmis à travers les générations.

## Distribution
- Alfre Woodard : Loretta Sinclair
- Al Freeman Jr. : Earl Sinclair
- Esther Rolle : Annie
- Loretta Devine : Zenia
- Mpho Koaho : Thomas
- Kulani Hassen : Tracy
- Anne-Marie Johnson : Monica
- Wesley Snipes : Will Sinclair
- Justin Lord : Dr Rainey
- Richard Yearwood : Marco
- Sandra Caldwell : volontaire
- Colleen Williams : Tourist Woman
- Richard Blackburn : Tourist Man
- Philip Akin : Manager
- Mary Fallick : Drug Addict
- Sandi Ross : Pawnbroker
- Barbara Barnes-Hopkins : Prim Woman (as Barbara Barnes Hopkins)
- Marium Carvell : Prim Sister
- Quancetia Hamilton : Gina
- Kim Roberts : Isabelle
- DeFoy Glenn : Reverend Floyd
- Jeff Jones : Man in Congregation
- Michelyn Emelle : Dozing Woman
- Johnie Chase : Grinning Man
- Andrea Lewis : Cassandra
- Nigel Shawn Williams : Carl
- Bernard Browne : Diner 1
- Alison Sealy-Smith : Diner 2
- Eugene Clark : Citizen 1 (as Eugene Clarke)
- Chris Benson : Citizen 2
- Carol Anderson : Jesse's Wife
- Neville Edwards : Slave Man
- Yanna McIntosh : Slave Woman
- Troy Seivwright-Adams : Collin Sinclair
- Kevin Duhaney : Justin Sinclair
- Joel Gordon : Jesse 1865 (age 17)
- Phillip Jarrett : Jesse 1890 (age 42) (as Phil Jarrett)
- Clinton Green : Soloist in Church

## Bande sonore
La bande originale suivante a été publiée par Virgin Records.   
1. Believe in Love - Sunday
2. God's Stepchild - Janet Jackson (créditée uniquement sous son prénom)
3. Heaven Must Be Like This - D'Angelo
4. If Ever - Stevie Wonder
5. Where Would I Be - The Leverts (Eddie, Gerald ey Sean)
6. I'm Only Human - Luther Vandross (featuring Cassandra Wilson et Bob James)
7. Just A Little Luv - Shawn Stockman
8. We Belong Together - Tony Thompson And Antoinette
9. Don't Talk 2 Strangers - Chaka Khan
10. Let It Go - Jazzyfatnastees featuring The Roots
11. My Soul Don't Dream - Meshell Ndegeocello & Keb' Mo'
12. Uh Uh Ooh Ooh Look Out Here It Comes - Ashford & Simpson
13. Don't Let Nuthin' Keep You Down - Sounds of Blackness
14. Family (Score) - Stanley Clarke
15. The Rain - Tracie Spencer
16. Patchwork Quilt - Sweet Honey in the Rock